# Непхаево
Непхаево  — село в Cмородинском сельском поселении Яковлевского района Белгородской области России.

## География
Село расположено на реке Липовый Донец (приток Северского Донца), в срединной части Белгородской области, на расстоянии в 15,5 км от северных окраин города Белгорода.

## Население
По данным Всесоюзной переписи СССР 1979 года в Непхаево значится 139 человек жителей, на 12 января 1989 г. — 75 жителей (25 муж., 50 жен.). По данным на 1 январе 1994 года — 65 чел. жит. и 40 хозяйств; в 1997 — в с. Непхаево Смородинского сельского округа — 31 домовладение и 48 чел. жителей, в 1999 — 39 чел. жит., в 2001 — 51, в 2002 — 50, в 2006 — в с. Непхаево городского поселения пгт Яковлево — 46 чел. жит., в 2007  — 48, в 2008  — 55, в 2009 — 66, в 2010 — 60 чел. жителей.
| 2002 | 2010 |
| ---- | ---- |
| 49   | ↘38  |

## История
Первым известным документом, в котором есть упоминание о деревне Непхаевой является «Писцовая книга 1646 года». Жителями деревни были служилые люди, участники строительства Белгородской засечной черты, «испомещённые за службу землёй». Также, деревня Непхаева упоминается в документах по Корочанскому уезду 1653 года (См.: «Окладная книга»), 1658 года (см.: Список служилых людей), 1694 года (см.: «Сборная книга хлеба, денег» и др.) и в документах 1720-х годов (см.: «Табели/ведомости по итогам переписи»).
По сведениям Центрального Статистического комитета МВД на 1862 год, в опубликованных «Списках населённых мест Курской губернии на 1862 год (СПб.:1867), под № 342 значится: расположенное на Курско-Харьковском шоссе, от Обояни в г. Белгород — Непхаево (Архангельское тож), село казённое, при р. Липовом Донце; число дворов 166; численность жителей — 1669 чел., из них 783 чел. муж. пола, 886 чел. жен. пола. Церковь православная — 1».